# Сара (тропічний шторм, 2024)
Тропічний шторм «Сара» (англ. Tropical Storm Sara) – повільний тропічний циклон, який спричинив сильну повінь на півночі Центральної Америки в листопаді 2024 року. Вісімнадцятий за шторм сезону атлантичних ураганів 2024 року. AON попередньо оцінила збитки в мільйони доларів.

## Метеорологічна історія

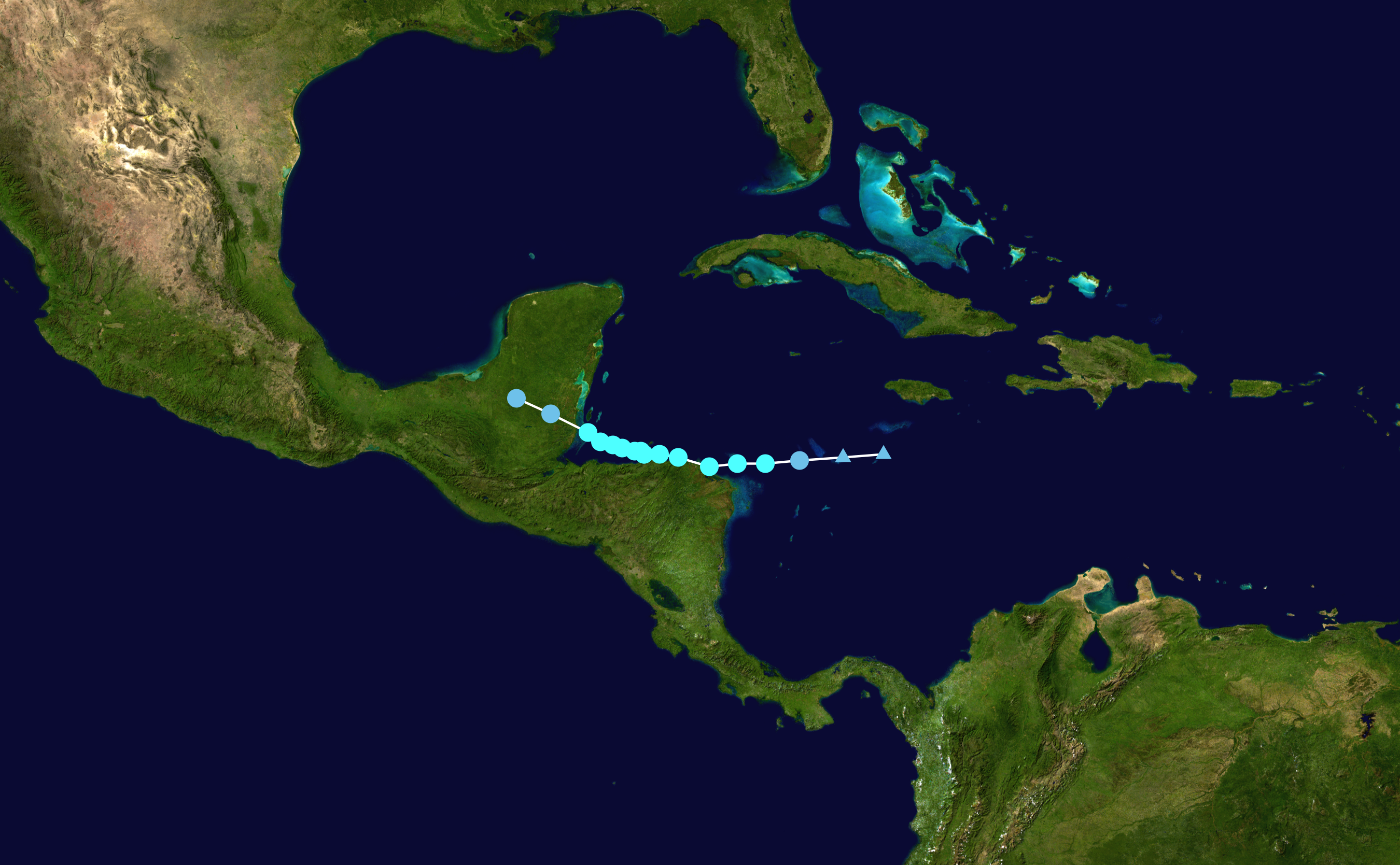
Карта шляху і інтенсивності Тропічного шторму Сара за шкалою Саффіра–Сімпсона

11 листопада область низького тиску, пов’язана з тропічною хвилею, утворилася на південь від Гаїті над центральною частиною Карибського моря. Наступного дня система в основному рухалася на захід у напрямку до Центральної Америки, і Національний ураганний центр зазначив високу можливість подальшої організації через сприятливі умови навколишнього середовища. Хоча його низька циркуляція залишалася широкою та подовженою вдень 13 листопада, NHC вважала ймовірним, що незабаром принесе умови тропічного шторму чи урагану в частини Центральної Америки, і тому було визначено потенційним тропічним циклоном Дев'ятнадцять. Рано вранці 14 листопада система завершила тропічний циклогенез приблизно за 280 миль (450 км) на схід від Гуанахи, Гондурас, і була оновлена до Дев'ятнадцятої тропічної депресії. Того дня депресія переросла в тропічний шторм Сара. Увечері 14 листопада дані про проходження урагану «Хантер» ВПС над північним півколом Сари вказують на те, що шторм просунувся вглиб материка або дуже близько до північно-східного узбережжя Гондурасу, завдавши удару приблизно на 105 миль (165 км). ) на північний-захід від Cabo Gracias a Dios.
15 листопада «Сара» продовжувала повільно рухатися паралельно північному узбережжю Гондурасу, її центр переформувався прямо біля берега, між островами Іслас-де-ла-Бая і материком. Потім, пізніше того ж дня, шторм став нерухомим і залишався таким до наступного ранку. У другій половині дня система почала рухатися на захід від островів Бей до Гондурасської затоки. Незважаючи на те, що Сара залишався на березі моря, Сара залишався слабким тропічним штормом із швидкістю вітру 45 миль/год (75 км/год) через взаємодію між його більшою циркуляцією та гірською місцевістю північного Гондурасу, і йому було важко створити глибоку конвекцію. Протягом ночі система повільно рухалася на північний-захід зі швидкістю 5 миль/год (7 км/год). Сара вийшла на сушу в Белізі близько 14:00 UTC 17 листопада, поблизу Дангрига, зі швидкістю вітру 40 миль/год (65 км/год). Безпосередньо перед виходом на сушу шторм сформував конвекцію поблизу центру та спалахи блискавок. Приблизно через чотири години після виходу на сушу «Сара» ослабла до тропічної депресії над Белізом. Система, що погіршується, рухалася на північний-захід. Супутникові зображення того вечора показали невелику область конвекції, що зберігалася поблизу та на захід від передбачуваного центру низького рівня. Сара незабаром втратила свою замкнуту циркуляцію і виродилася в жолоб низького тиску на південний-захід від Кампече. Пізніше його залишки з'явилися над південно-західною частиною Мексиканської затоки, де вони злилися з холодним фронтом, що рухався над південним сходом Сполучених Штатів.

## Підготовка
13 листопада уряди Гондурасу та Нікарагуа оголосили попередження про ураган та тропічний шторм для північно-східного узбережжя Гондурасу від Пунта-Кастільї до кордону Гондурасу та Нікарагуа та північно-східного узбережжя Нікарагуа від кордону Гондурасу та Нікарагуа до Білві відповідно. Карибський басейн Гватемали та все узбережжя Белізу отримали попередження про тропічний шторм 15 листопада. Крім того, уряд Мексики видав попередження про тропічний шторм для узбережжя Кінтана-Роо від Коста-Майя на південь до Четумаль. На східних схилах гір Майя було оголошено попередження про зсуви ґрунту.
Президент Гондурасу Сіомара Кастро оголосила надзвичайний стан в країні. Шість департаментів Гондурасу отримали червоне попередження, чотири — жовте. Міжнародні аеропорти Голосон і Хуан Мануель Гальвес у Гондурасі були закриті. American та United Airlines відмовилися від деяких зборів, пов’язаних із перенесенням рейсів. Близько 4000 жителів Гондурасу переїхали до притулків в очікуванні шторму.
Національне управління з надзвичайних ситуацій уряду Белізу активізувало свої районні комітети. Міністерство освіти, культури, науки та технологій скасувало заняття на 18 листопада. Міжнародний аеропорт Філіпа С. В. Голдсона було закрито. З Мідл-Кей на материк виїхало 650 осіб. Громадський транспорт у місті Сан-Педро був припинений.
У Мексиці уряд поспішив відремонтувати будівлі, які втратили дахи через сильний вітер на початку тижня.

## Наслідки
| Країна                   | Кількість загиблих |
| ------------------------ | ------------------ |
| Домініканська республіка | 2                  |
| Гаїті                    | 1                  |
| Нікарагуа                | 2                  |
| Гондурас                 | 7                  |
| Всього                   | 12                 |

### Гаїті
Тропічна хвиля спричинила повені в Домініканській Республіці, що призвело до евакуації 1767 осіб, ізоляції 54 громад, зруйнування двох будинків і пошкодження ще 487. Двоє рибалок пропали безвісти, а пізніше були знайдені мертвими поблизу Сабана-де-ла-Мар. Повені також торкнулися півдня Гаїті, в результаті чого одна людина загинула, двоє зникли безвісти та пошкодили 3554 будинки в департаменті Південний.

### Центральна Америка
Двоє людей загинули в Нікарагуа; один у Сан-Франциско-де-Куапа та інший в Естелі. Понад 1800 будинків і шість шкіл були затоплені, три з яких були зруйновані, постраждали 5000 людей.
У Гондурасі було ізольовано понад 251 громаду. У деяких районах країни випало 19,7 дюйма (500 мм) опадів. Через шторм було зруйновано дев'ять мостів, ще більше пошкоджено. Міст Саопін у Ла-Сейбі впав через повінь у річці Кангрехал. Пішохідний міст на річці Бермехо обвалився в Сан-Педро-Сула. Річки Улуа та Хамелекон вийшли з берегів наближаючись до населених пунктів. Троє людей були врятовані в департаменті Грасіас-а-Діос. Чоловік потонув у департаменті Йоро. Дорожньо-транспортна пригода сталася в Санта-Крус-де-Йохоа, в результаті якої загинула ще одна людина. По всій країні було зруйновано 427 будинків, а ще 4440 пошкоджено. У країні було здійснено понад 2000 порятунків. Загалом внаслідок утоплення загинуло шестеро людей, одна особа визнана зниклою безвісти. У Гондурасі збиток оцінюється в 2,468 мільярда лемпір (97,4 мільйона доларів США).
У Белізі острів Амбергріс-Кей за затопило та піддався ерозії. Центр Сан-Ігнасіо був затоплений. Громади вздовж річок Мопан і Макал сильно постраждали від шторму. Дамби також почали розливатися. Святкування, пов'язані з Днем поселення Гаріфуна, були скасовані через шторм.
Понад 1000 будинків були затоплені в Гватемалі в результаті розливу 25 річок. Доступ до питної води також був порушений по всій країні. Повінь також завдала шкоди сільському господарству в Сальвадорі.

### Мексика
У Четумалі шторм спричинив велику повінь і завдав шкоди. Сильний вітер зривав дахи з будинків, деякі з яких були перевстановлені вантажівками до приходу шторму. Сміття вздовж вулиць Четумаля було нагромаджено через повінь, коли каналізація переповнилася.